# Заруба Віктор Миколайович
Ві́ктор Микола́йович Зару́ба (* 10 вересня 1957) — український історик. Доктор історичних наук (з 2004). Професор (з 2005). Фахівець в галузі історії українського козацтва, української історіографії кінця XIX – першої третини XX ст. та генеалогії українських еліт.

## Біографічні відомості
Народився 10 вересня 1957 року у селі Наталівці Новопокровського (тепер Солонянського) району Дніпропетровської області в селянській родині. Середню освіту здобув у Наталівській восьмирічній школі (1965–1973) та  Новопокровській середній школі, яку закінчив  у 1975 р  із золотою медаллю.  У 1975 - 1980 рр. навчався на історичному факультеті Дніпропетровського державного університету (нині національний імені Олеся Гончара), котрий закінчив з відзнакою. У 2005 році дістав юридичну освіту, скінчивши Юридичну академію Міністерства внутрішніх справ України (теж з відзнакою) за спеціальністю «Правознавство».
По закінченні університету  працював у сільській школі вчителем історії  (1980 – 1984),    старшим викладачем кафедри суспільних наук Дніпропетровського обласного інституту освіти, знову в середніх школах міста. Від 2000 року  у Дніпропетровському державному університеті внутрішніх справ (до 2002 р. Дніпропетровський юридичний інститут; впродовж 2002 – 2005 рр. Юридична академія МВС). Доцент кафедри загальноправових дисциплін (2000–2002); виконувач обов`язки та начальник  кафедри теорії та історії держави і права (2002 – 2006); професор кафедри українознавства (2006–2008); завідувач  кафедри історії держави і права (2008 – 2012). Викладав історію держави і права України,  теорію держави і права, історію сучасного світу, історію України.    
Підготував кілька підручників та навчальних посібників: «Історія України (з прадавніх часів до 1917 р.). (Дн-к., 1994. – Т.1. 192 с.; Т.-2, 182 с.; співавтор М. М. Лисенко). «Історія України (з прадавніх часів до кінця XV ст). Навчальний посібник  для 7  класу (Дн-к, 2001. – 184 с.)»; «Історія України ( XVI - XVIII ст). Навчальний посібник  для  8 класу (Дн-к, 2001. – 224 с.)»; «Історія України (з найдавніших часів до сьогодення). Навчальний посібник для абітурієнтів (Дн-к, 2005. – 418 с.; співавтор)»; «Руська Правда. Семінар-практикум. Навчальний посібник. (Дн-к, 2005. – 96 с.); «Історія держави і права України.(К., 2005. – 224 с.)»;  «Історія держави і права України. Навчальний посібник (К., 2006. – 416 с.)»; «Держава і право Київської та Галицько-Волинської Русі (кінець VII – початок XIV ст). Навчальний посібник (К., 2007. – 126 с.)». «Історія сучасного світу. Навчальний посібник. (Дн-к, 2007. –  285 с.; співавтор)».   
З квітня 2012 р. працює професором кафедри документознавства та інформаційної діяльності гуманітарного факультету Національної Металургійної академії України. Викладає правознавчі дисципліни, а також документознавство, архівознавство, історію державних установ в Україні.   

## Наукова діяльність
Ще в студентські  роки  почав займатися науковою працею під керівництвом професора М. П. Ковальського, спеціалізуючись  в царині джерелознавства історії українського козацтва: у 1976 р. опублікував  першу наукову статтю присвячену історії фортеці Кодак, а в 1980 р.  захистив  дипломну працю «Україна часів Визвольної війни під проводом Богдана Хмельницького в нотатках чужинців».  Впродовж 1984–1987 рр. навчався в аспірантурі ДДУ, де  під керівництвом  доктора історичних  наук професора Д. П. Пойди розпочав досліджувати проблему українсько – турецько – татарських відносин в другій половині XVII ст. 4 травня 1999 р. захистив дисертацію на здобуття наукового ступеня кандидата історичних наук в Інституті українознавства ім. Івана Крип’якевича Національної академії наук України (м. Львів) за темою:'«Синявський Антін Степанович: життя, наукова та громадська діяльність (1866–1951)», а 25 травня 2004 р. там же дисертацію на здобуття наукового ступеня доктора історичних наук за темою «Українське козацьке військо в російсько-турецьких війнах останньої чверті XVII століття». Науковим керівником обох досліджень виступив доктор історичних наук, професор, академік НАН України Я. Д.  Ісаєвич. Автор 10 монографій, 5 підручників, 10 окремих книг  з історії України, історіографії, історії держави та права України. Бере участь у наукових конференціях та симпозиумах, у діяльності  наукових історичних товариств,  у роботі  редколегій наукових часописів. Творчий доробок  складає  більше 300 наукових праць, виступів, відгуків, опонувань. Провідними темами дослідницьких зацікавлень є історія українського козацтва, національна історіографія, суспільно-політичні рухи кінця XIX – початку XX ст., а також методика викладання історії в середній та вищій школах. Головні наукові пріоритети належать розробці основних положень теорії наукової школи в українській історіографії, у дослідженні біографістики, персоналістики,  теоретичного і практичного доробку Д. І. Яворницького, М. С. Грушевського, М. Є. Слабченка, А. С. Синявського, наукових шкіл В. Б. Антоновича та М. С. Грушевського, у вивченні персонального складу та соціального значення українських еліт (козацької старшини Гетьманщини, дворянства Катеринославської губернії), полково-сотенного устрою Гетьманщини, у визначенні ролі та місця козацького війська в перебігу подій української історії XVII–XVIII століть. Науковий доробок має високий рівень індексу посилань.

## Основні праці
- Адміністративно-територіальний устрій та адміністрація Війська Запорозького у 1648 – 1782 рр. – Дн-к: Ліра, 2007. – 380 с., іл
- Алєксєєви: як минає земна слава. Дніпро: Ліра, 2021. 200 с., іл.
- Антін Синявський: життя, наукова та громадська діяльність. – Дн-к: Ліра – ЮА МВС, 2003. – 264 с.
- Генеалогія катеринославського дворянства. Дніпро: Ліра, 2021. 300 с., іл.
- Архів Іллі Новицького. Опис колекції документів останньої чверті XVII століття. – Дн-к: ЮА МВС, 2004. – 140 с.
- Загублені у часі. Нариси з історії катеринославського дворянства. Монографія. Дніпро: Ліра, 2020. 216 с., іл.
- Дворяне Екатеринославской губернии. – Дніпро: Ліра, 2016. – 560 с., іл.
- З вірою в українську справу: А. С. Синявський. –  Київ: Либідь, 1993. –  142 с.
- Історик держави і права України академік М. Є. Слабченко (1882– 1952). – Дн-к:  Ліра, 2004 . –  456 с.
- Історико-генеалогічний збірник. Студій з історії України книга четверта. Дніпро: Ліра, 2021. 640 с., іл.
- Історико-статистичні описи Верхньодніпровського та Катеринославського повітів. Дніпро: Ліра, 2018. 320 с.
- Історико-статистичні описи Новомосковського та Павлоградського повітів. Дніпро: Ліра, 2018. 278 с.
- Історіографічний міф про Олександра Поля. Авторська відбитка. Дніпро, 2021. 36 с.
- Катеринославські дворяни. Матеріали для біографістики, генеалогії та персоналістики. Дніпро: Ліра, 2019. 1024 с., іл.
- Кодак. Нарис історії фортеці. – Дн-к: ЮА МВС, 2004. – 40 с.
- Козацька старшина гетьманської України: персональний склад та родинні зв’язки (1648 – 1782). – Дн-к: Ліра, 2011. – 932 с.
- Материалы для истории екатеринославских дворян. Днипро: Лира, 2019. 476 с., ил.
- Михайло Слабченко в епістолярній та мемуарній спадщині. – Дн-к: ЮА  МВС, 2004. – 354 с.
- Наталівка – село на Україні. Історичні нариси. – Дн-к: Ліра, 2013. – 236 с., іл.
- Наше минуле. Студій з історії України книга п'ята. Дніпро: Ліра, 2024. 236 с., іл.
- Полки, сотні та старшина Гетьманщини. Довідник. Дніпро: Ліра, 2017. 590 с.
- Половиця половецьких степів. Життя та наукова праця Мар'яна Дубецького у Придніпров'ї впродовж 1874 - 1880 рр. Дніпро: Ліра, 2023. 192 с., іл.
- Постаті / Студії з історії України. Книга друга. –  Дн-к: Україна, 1993. – 261 с.
- Придніпровський край. Опис поселень Катеринославського повіту. – Дніпро: Ліра, 2016. – 108 с., іл.
- Родзянки: стовпи імперії. Дніпро: Ліра, 2022. 190 с. іл.
- Родословник екатеринославских дворян. Днипро: Лира, 2017. 546 с., ил.
- Синявський А. С. Нарис життя і творчості. – Дн-к: Друкар, 1998. – 20 с.
- Слабченко Михайло Єлисейович. Біобібліографія. – Дн-к: ЮА МВС, 2003. – 60 с.
- Студії з історії України. Книга перша –  Київ: Освіта, 1993. –  190 с.
- Українська метрика / Студії з історії України. Книга третя. – Дніпро: Ліра, 2016. – 260 с., іл.
- Украинское казацкое войско в борьбе с турецко-татарской агрессией (последняя четверть XVII в.). –  Харьков: Основа, 1993. – 168 с.
- Українське козацьке військо в російсько-турецьких війнах останньої чверті XVII століття. – Дн-к: Ліра ЛТД – ЮА МВС, 2003. – 464 с.
- Українські серби Угричичі-Требинські.Історико-генеалогічне дослідження. Дніпро: Ліра, 2023. 490 с., іл.
- Фортеця над Кодацьким порогом. – Дн-к: Ліра, 2013. – 60 с., іл.
- Чигиринські походи. Хроніка подій російсько-турецької війни 1677 – 1678 рр. – Дн-к: Ліра, 2013. – 346 с., іл.
- Яворницький Дмитро Іванович (1855– 1940): Біобібліографія (До 150-річчя від дня народження та у 65-ліття смерті). – Дн-к: ДДУВС, 2005. – 72 с.
- Огляд історії вивчення українського права. — Науковий вісник Дніпропетровського державного університету внутрішніх справ. — 2010. — № 3. — С. 61 −69. ().